# Jeff „Mantas” Dunn
Jeff "Mantas" Dunn (Newcastle upon Tyne, 1961. április 22. –) brit gitáros, egyik alapítója a nagy sikereket elért Venom thrash/speed metal együttesnek.

## Pályafutása
A Venomban 1979–1985 és 1989–2002 között játszott. 1986-ban kilépett az együttesből, és megalapította saját formációját, mely a Mantas névre hallgatott. Két albumot jelentettek meg: Winds of Change (1988) és Zero Tolerance (2004) címmel. 1992-ben a NWOBHM zenekarral, a Warfare-rel játszott közösen.
2006-ban a német technocsapattal, a Scooterrel turnézott, és a soron következő lemezükön játszott is. 2007-től a Dryll nevű zenekarban játszik. 2009-ben a német metalcore együttes, a Last One Dying első lemezén közreműködött.

## Venom nagylemezek
- Welcome to Hell (1981)
- Black Metal (1982)
- At War with Satan (1983)
- Possessed (1985)
- Prime Evil (1989)
- Tear Your Soul Apart (EP) (1990)
- Temples of Ice (1991)
- The Waste Lands (1992)
- Venom '96 (EP) (1996)
- Cast in Stone (1997)
- Resurrection (2000)